# St. Leonhard bei Freistadt
St. Leonhard bei Freistadt (auch Sankt Leonhard bei Freistadt) ist eine Marktgemeinde in Oberösterreich im Bezirk Freistadt im Mühlviertel mit 1339 Einwohnern (Stand 1. Jänner 2024).

## Geografie

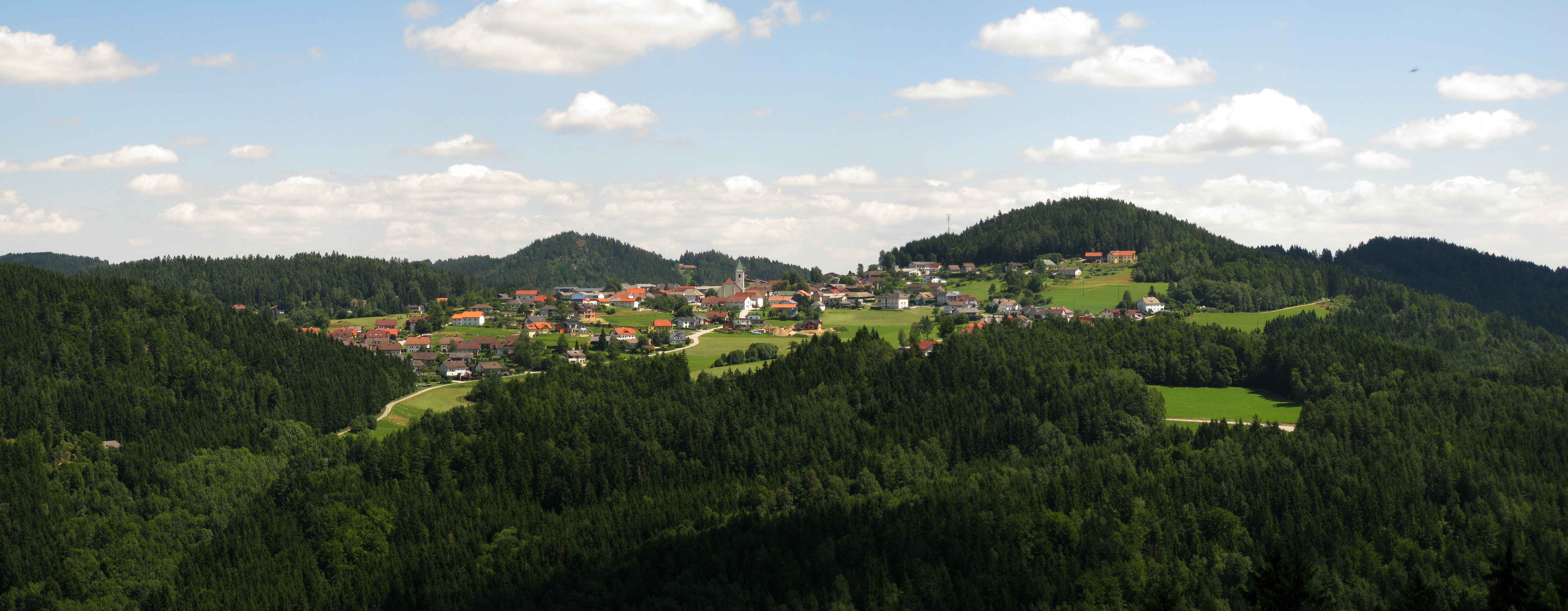
Blick vom Herzogreitherfelsen auf St. Leonhard bei Freistadt

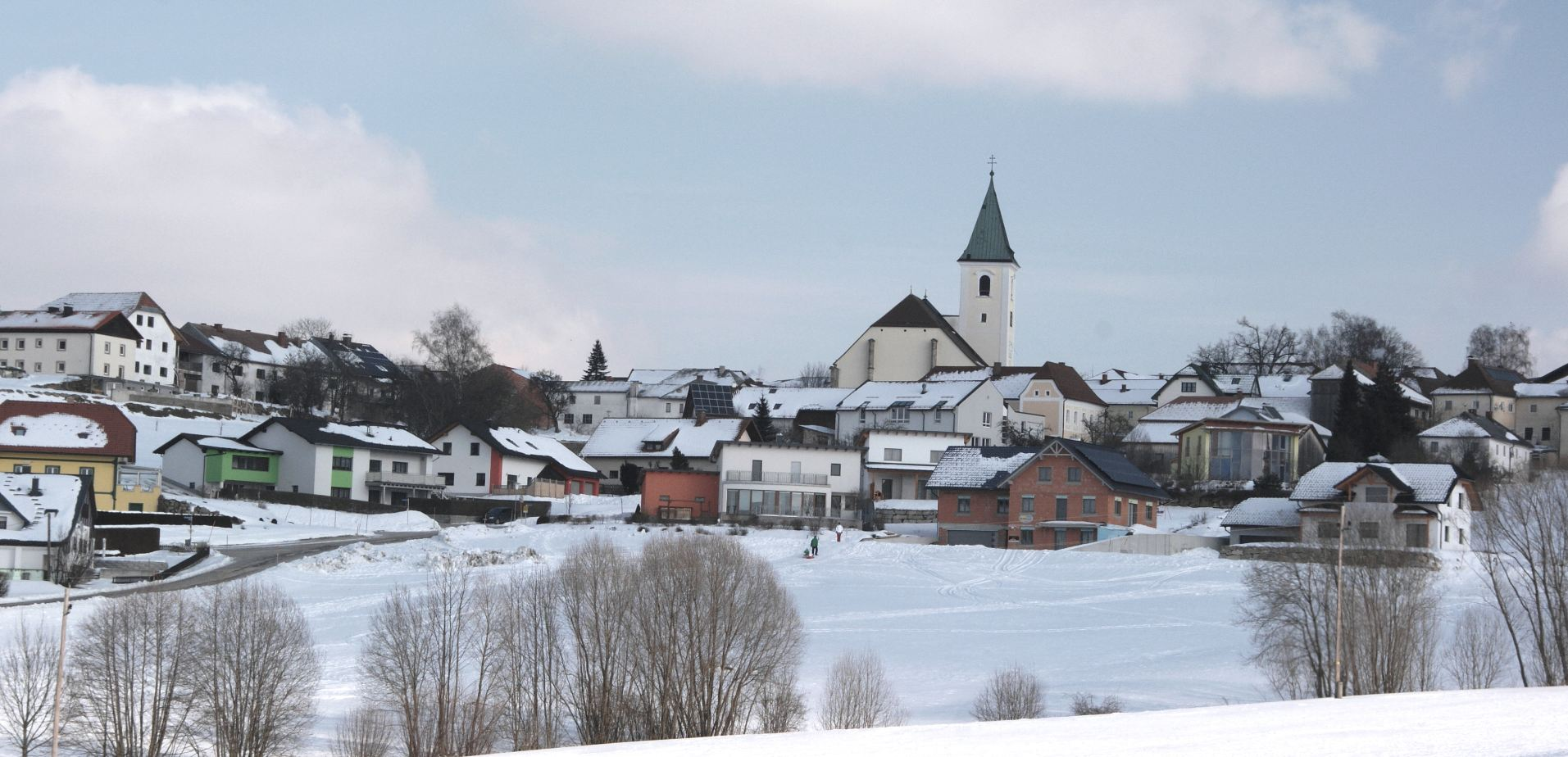
Winterliche Ortsansicht

St. Leonhard bei Freistadt liegt auf 810 Meter Höhe am nordwestlichen Hang des Predigerberges im Mühlviertel. Die Ausdehnung beträgt von Nord nach Süd 8,2 und von West nach Ost 7,2 Kilometer. Die Gesamtfläche beträgt 34,99 Quadratkilometer.

### Gemeindegliederung
Das Gemeindegebiet umfasst folgende 19 Ortschaften (in Klammern Einwohnerzahl Stand 1. Jänner 2024):
- Dirnberg (17)
- Ennsedt (86)
- Freudenthal (46)
- Haid (46) samt Haiderleiten
- Haslach (54) samt Gschwandt und Obergschwandt
- Herzogreith (48)
- Langfirling (94)
- Maasch (53) samt Attenedt und Seiledt
- Oberarzing (22) samt Zaunering
- Promenedt (47)
- Rebuledt (17)
- Rehberg (26) samt Hellmannsedt
- Reith (20)
- Sankt Leonhard bei Freistadt (615)
- Schwaighof (28)
- Stiftung (56) samt Irrenedt und Steghammer
- Unterarzing (35)
- Waltrasedt (15)
- Wenigfirling (14)

Die Gemeinde besteht aus den Katastralgemeinden Herzogreith, Maasch und St. Leonhard.
Die Gemeinde gehört zum Gerichtsbezirk Freistadt.

### Nachbargemeinden
| St. Oswald |                                             | Weitersfelden   |
| Gutau      | Kompassrose, die auf Nachbargemeinden zeigt | Kaltenberg      |
|            | Schönau                                     | Unterweißenbach |

## Geschichte
Die gesamte Gegend um St. Leonhard gehörte einst zur Pfarre Gutau, diese wiederum zum Stift Sankt Florian. Die erste urkundliche Erwähnung des Ortes St. Leonhard stammt aus dem Jahre 1150. Es stand damals, laut Dokument, im Besitz der Herren von Hagenove. In dieser Urkunde wurden auch die Namen Stechelberg und Flenitz genannt. Der Stechelberg ist ein Berg der Ortschaft Schmierreit, die Flenitz ist ein Bach, der in Erdmannsdorf entspringt. Um 1220 findet sich in einem Dokument die erste Erwähnung der Pfarrkirche, damals noch eine Kapelle.
→Burgstall Strafenberg
Im Jahr 1281 verpfändete der römisch-deutsche König Rudolf I. den Besitz St. Leonhard an Ulrich von Capellen. Dieser Ulrich erhielt um diese Zeit mehr Besitzungen verpfändet und wurde ein bedeutender Herrscher in diesem Gebiet. Nach dem Aussterben der Familie gelangte der Besitz zum Geschlecht Hardegg. Seit 1490 wird er dem Fürstentum 'Österreich ob der Enns' zugerechnet. 1536 verkaufte Julius Graf zu Hardegg die St. Leonharder Besitztümer an den Grafen Zelking. 1587 wurde das Gebiet an die Herrn Haym auf Reichenstein weiterverkauft. Das Verkaufen ging weiter und das Gebiet des heutigen St. Leonhard ging 1632 an das Geschlecht Sprinzenstein und 1732 an die Herrn von Hoheneck und schließlich an das Geschlecht Harrach. Ende des 18. Jahrhunderts besaßen neun Herrschaften Gründe in der heutigen Gemeinde.
St. Leonhard erhielt 1644 eine Marktordnung, die ähnlich der von Weitersfelden lautete. Es fanden regelmäßige Markttage statt. Handwerker finden sich in der Geschichte von St. Leonhard kaum, die meisten Menschen lebten von der kargen Landwirtschaft. Die Marktbewohner durften Bier ausschenken, da St. Leonhard ein Wallfahrtsort war. Obstbau fand kaum statt, da auf Grund der Witterung die Blüten der Bäume erfroren und somit keine Früchte reiften.
Während der Napoleonischen Kriege war der Ort mehrfach besetzt, so waren im Jänner 1806 rund 2000 Soldaten einquartiert. Am 16. Oktober 1825 ereignete sich ein großer Brand, der weite Teile des Ortes in Mitleidenschaft zog.
Seit 1918 gehört der Ort zum Bundesland Oberösterreich. Nach dem Anschluss Österreichs an das Deutsche Reich am 13. März 1938 gehörte der Ort zum „Gau Oberdonau“. Nach 1945 lag St. Leonhard in der sowjetischen Besatzungszone. Seit 1955 wird die Infrastruktur ausgebaut und modernisiert. Die Gemeinde gehörte bis Ende 2002 zum Gerichtsbezirk Unterweißenbach und wurde per 1. Jänner 2003 dem Gerichtsbezirk Freistadt zugeteilt.

## Bevölkerung

### Entwicklung und Struktur
Im Jahr 1869 wohnten im Gemeindegebiet 1624 Menschen, der höchste Stand in der Geschichte. Bis 1971 sank die Bevölkerung nur sehr wenig, seit 1971 ist ein stärkerer Rückgang zu verzeichnen, was vermutlich auf die dezentrale Lage zurückzuführen ist. Im Jahr 1991 hatte die Gemeinde 1502 Einwohner, bei der Volkszählung 2001 nur mehr 1476, was einem Rückgang von 1,8 % entspricht. Am 1. Jänner 2012 verzeichnete die Gemeinde 1432 Einwohner.
Bei der Volkszählung 2001 betrug der Anteil der Einwohner, die 60 Jahre und älter waren, 19,8 %; 18,8 % waren unter 15 Jahre alt. Der Anteil der weiblichen Bevölkerung lag bei 48,2 %.
Von den 1199 Bewohnern St. Leonhards, die 2001 über 15 Jahre alt waren, hatten 3,8 % eine Universität, Fachhochschule oder Akademie abgeschlossen. Weitere 4,9 % hatten eine Matura absolviert, 42,8 % hatten einen Lehrabschluss oder eine berufsbildende mittlere Schule besucht und 48,5 % aller Leonharder hatten die Pflichtschule als höchsten Abschluss.

### Herkunft und Sprache
Der deutsche Dialekt, der im Raum St. Leonhard sowie in Oberösterreich allgemein gesprochen wird, ist das Mittelbairische. 99,2 % der Leonharder gaben 2001 Deutsch als Umgangssprache an. Weitere 0,3 % sprachen hauptsächlich bosnisch, 0,3 % tschechisch, der Rest sprach andere Sprachen.
Der Anteil der St. Leonharder mit ausländischer Staatsbürgerschaft lag 2001 mit 0,6 % weit unter dem Durchschnitt Oberösterreichs. 0,2 % der Leonharder Bevölkerung besaß eine Staatsbürgerschaft von Bosnien-Herzegowina, 0,3 % eine Deutschlands und 0,6 % entfielen auf Staatsbürger aus anderen Ländern. Insgesamt waren 2001 etwa 1,2 % der Leonharder in einem anderen Land als in Österreich geboren.

## Kultur und Sehenswürdigkeiten
- Burgstall Strafenberg

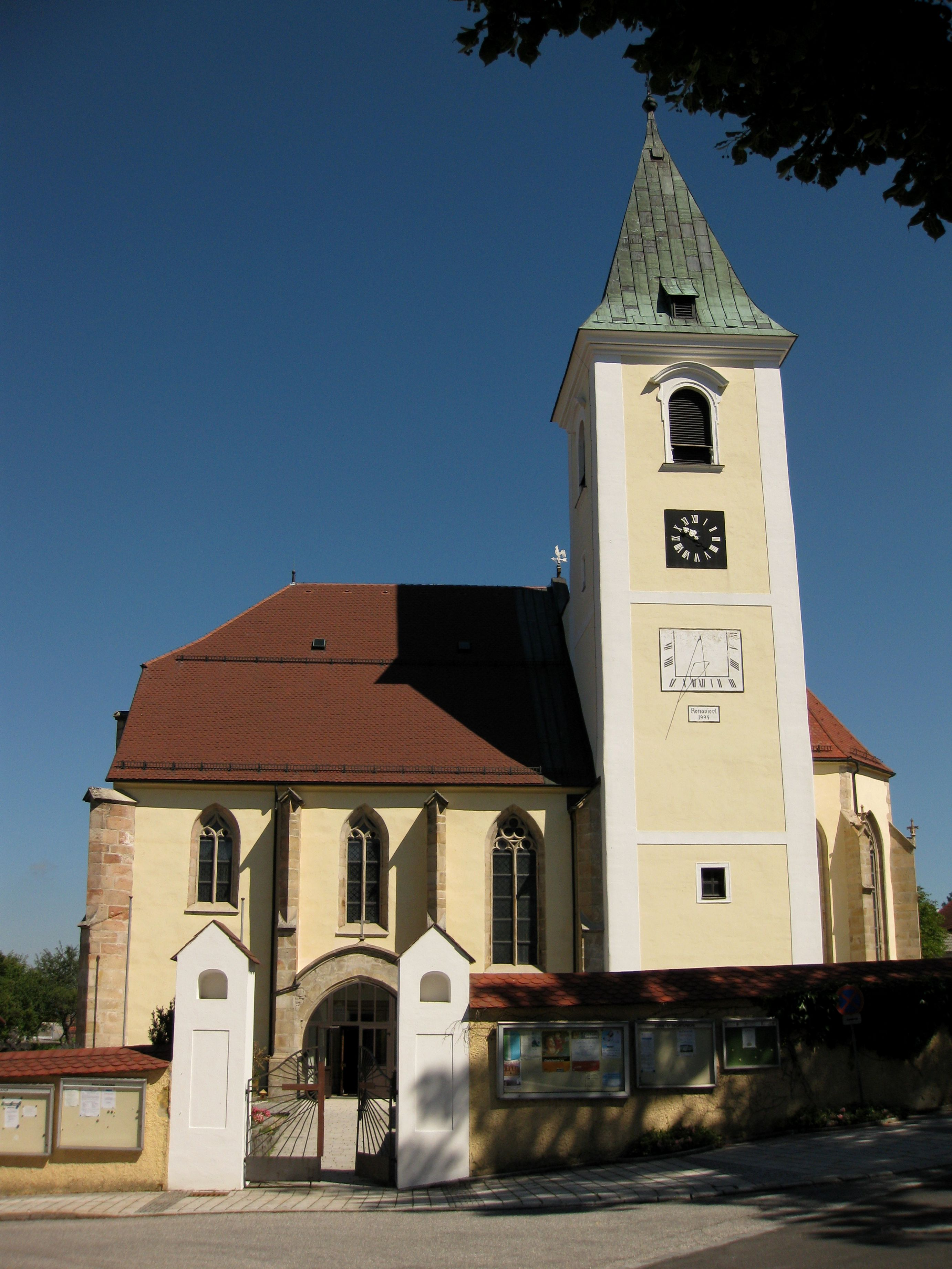
Pfarrkirche St. Leonhard bei Freistadt

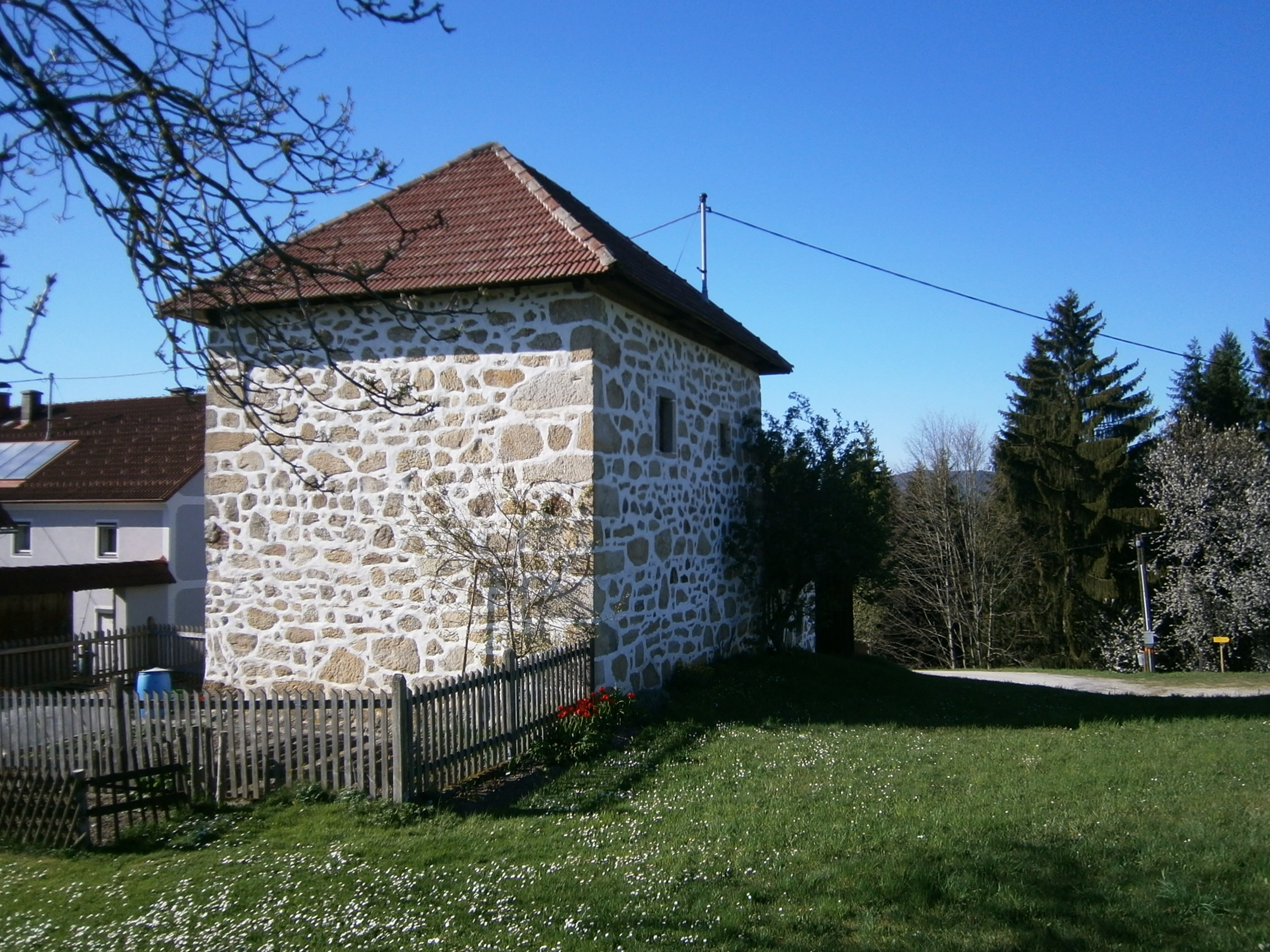
Der Zehentkasten (Zehntturm)

- Katholische Pfarrkirche St. Leonhard bei Freistadt hl. Leonhard
- Zehentkasten: Zum Leisten des Zehent an Gutau
- Susi-Wallner-Aussichtswarte auf dem Predigtberg

Naturdenkmäler
- Weltuntergangssteine

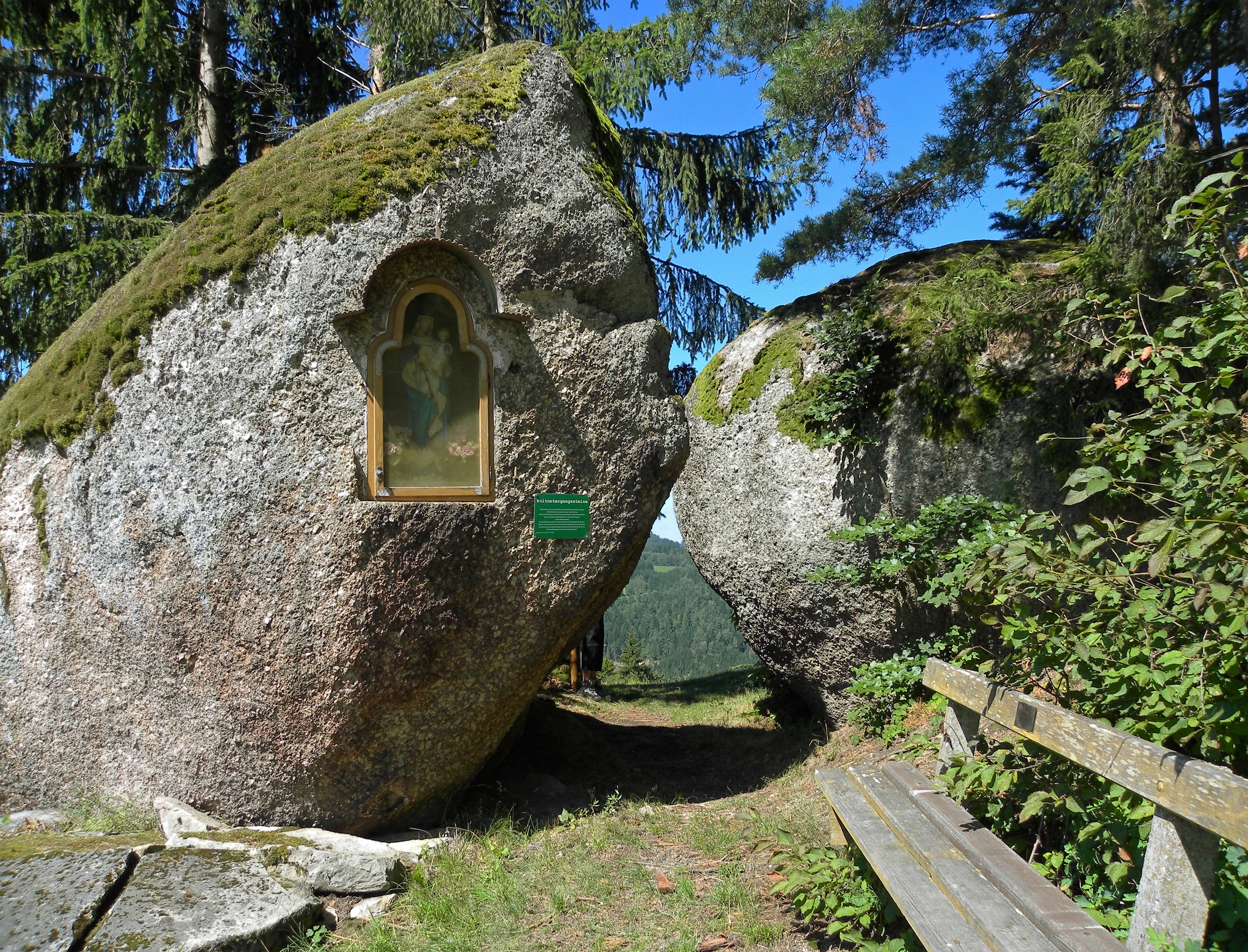
Weltuntergangssteine

Die Weltuntergangssteine sind zwei Findlinge am Mühlberg, die sich der Legende nach aufeinander zubewegen. Während einst noch Bauern mit Heuwagen zwischen den Steinen durchgepasst haben sollen, gibt es heute nur noch einen schmalen Fußweg. Sobald die beiden Findlinge einander berühren, soll die Welt untergehen. Tatsächlich bewegt sich jedoch nur der nördliche der beiden Steine, wie auf einer Infotafel ebendort nachzulesen ist.

In einer Felsnische an dem ruhenden Findling steht eine Madonna, die 1917 zu Fuß von Pöstlingberg nach St. Leonhard getragen wurde. Daneben befindet sich ein stillgelegter, 38 m tiefer Brunnen mit Opferschale.
- Herzogreitherfelsen

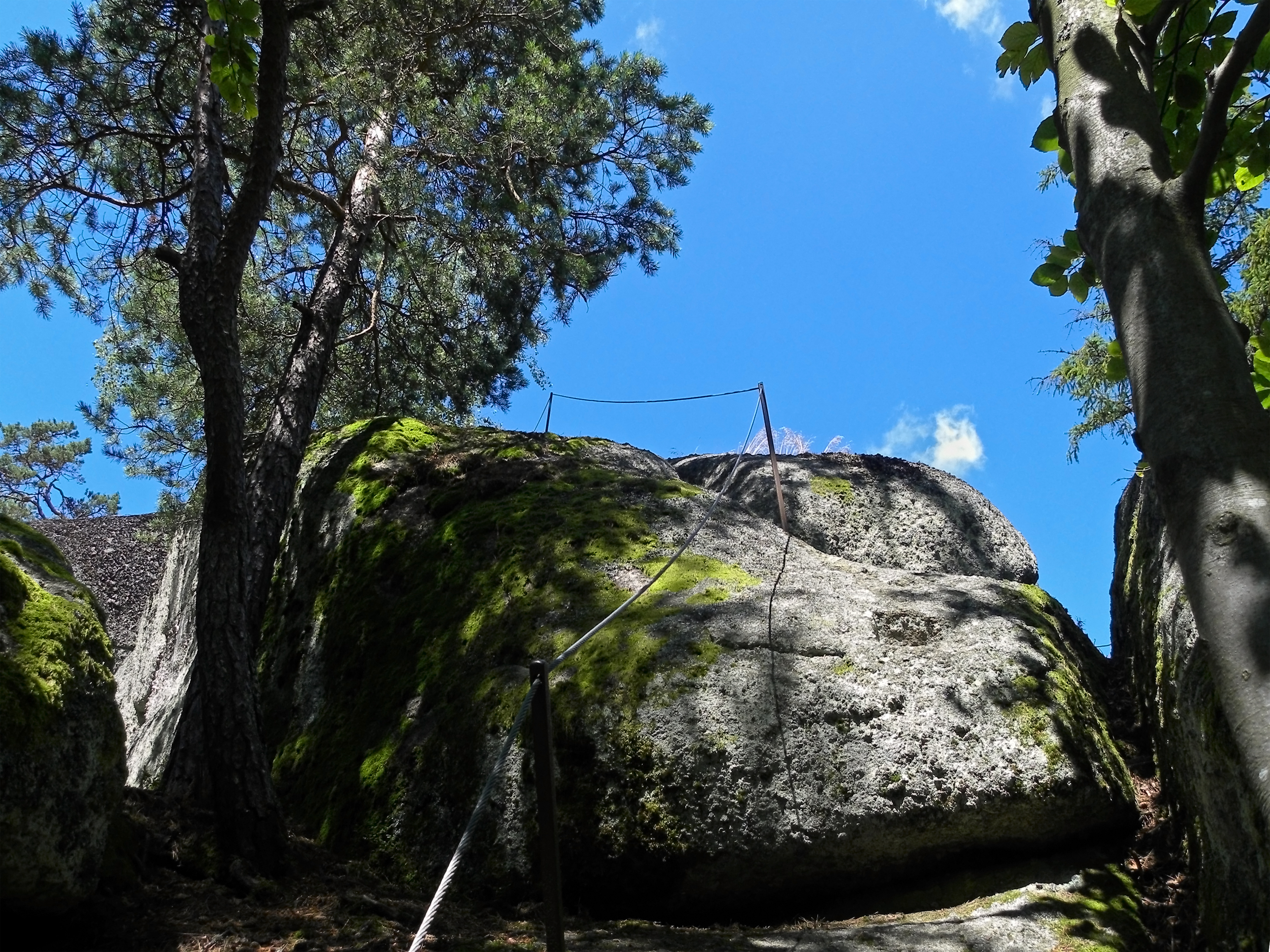
Der Steig auf den Herzogreitherfelsen

Weithin sichtbar ragt der Herzogreitherfelsen am Herzogreitherberg empor, auf dessen Gipfel einmal eine Holzburg gestanden sein soll. Man vermutet, dass sie in kriegerischen Zeiten der Bevölkerung als Schutz gedient hat. Teilweise sind noch Widerlager für Pfähle und Palisaden erkennbar, zudem einige Opferschalen, die Kulthandlungen vermuten lassen.

Das Kreuz am Herzogreitherfelsen, so besagt eine Tafel des Verschönerungs- und Tourismusforum St. Leonhard b. Fr., wurde von einem Bauern aus Dankbarkeit dafür gesetzt, dass seine Frau, nachdem sie bei Holzbringungsarbeiten abstürzte, wie durch ein Wunder überlebt hat, indem sie beinahe unverletzt am Ast eines Baumes hängenblieb.
- Opferschalen

Opferschalen befinden sich am Herzogreitherberg, Mühlberg, Predigtberg und am Wimberg.

## Wirtschaft und Infrastruktur

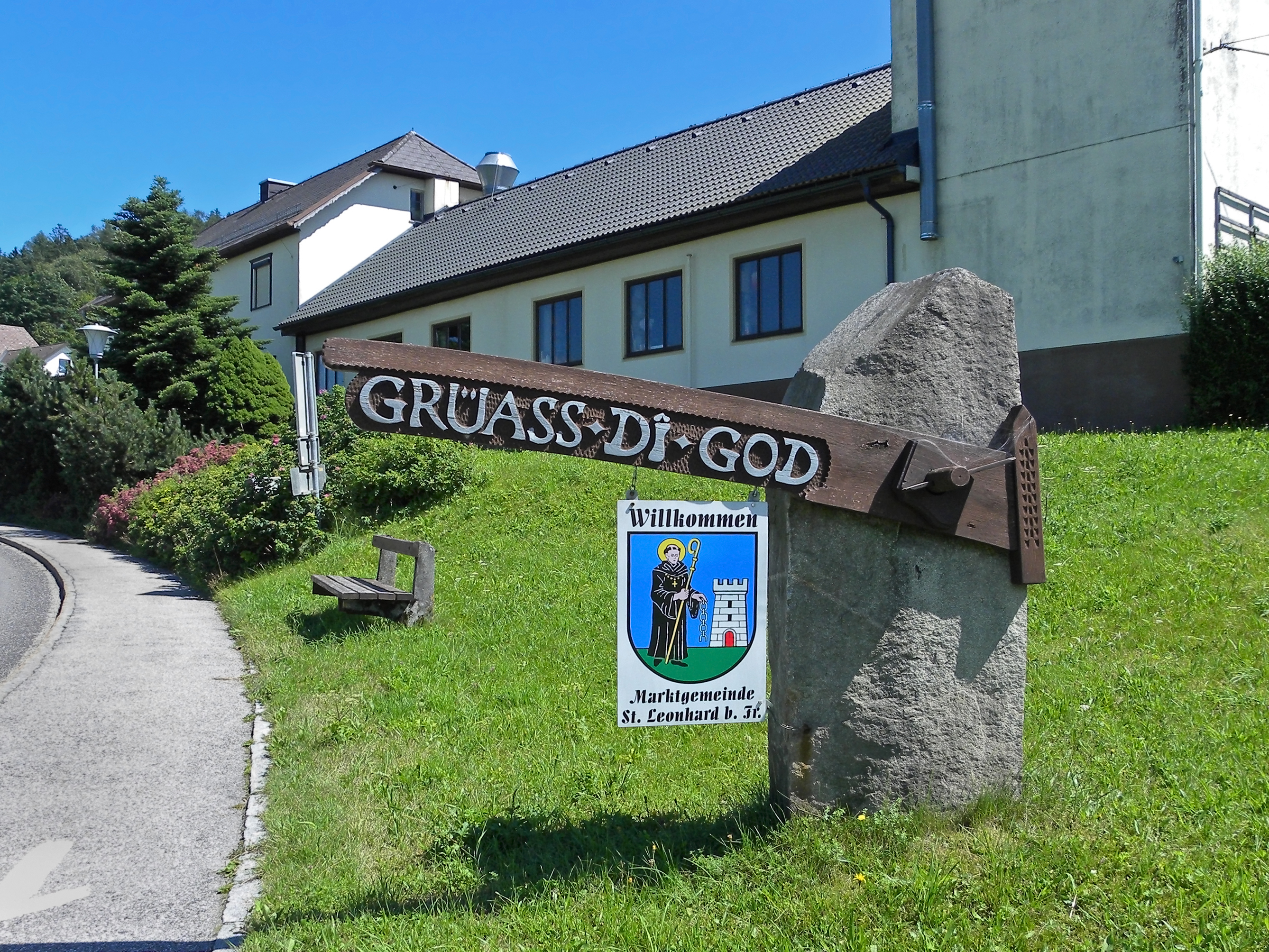
Begrüßung an der Ortseinfahrt

St. Leonhard ist Mitglied des Verbandes für Regional- und Tourismusentwicklung Mühlviertler Alm.

### Verkehr
St. Leonhard bei Freistadt wird von der Gutauer Bezirksstraße (L 1478) von Nordosten Richtung Südwesten durchquert. Im Nordosten mündet die aus dem Norden herankommende Waldfeld Bezirksstraße (L 1479) in diese Straße ein. Durch den Ort führt der überregionale Wander- und Pilgerweg Johannesweg.

### Öffentliche Einrichtungen und Bildung
Im Ort stehen ein Kindergarten, eine Volksschule und eine Mittelschule zur Verfügung, sowie eine Zweigstelle der Landesmusikschule Unterweißenbach. Zusätzlich besteht eine Bücherei. Weiters gibt es einen Allgemeinmediziner in der Gemeinde.
Im Gemeindegebiet sorgen die Freiwillige Feuerwehr St. Leonhard und die Freiwillige Feuerwehr Langfirling für den Brandschutz und die allgemeine Hilfe.

## Politik

### Gemeinderat
Der Gemeinderat hat 19 Mitglieder.
- Mit den Gemeinderats- und Bürgermeisterwahlen in Oberösterreich 2003 hatte der Gemeinderat folgende Verteilung: 12 ÖVP und 7 SPÖ.
- Mit den Gemeinderats- und Bürgermeisterwahlen in Oberösterreich 2009 hatte der Gemeinderat folgende Verteilung: 12 ÖVP und 7 SPÖ.
- Mit den Gemeinderats- und Bürgermeisterwahlen in Oberösterreich 2015 hatte der Gemeinderat folgende Verteilung: 13 ÖVP und 6 SPÖ.
- Mit den Gemeinderats- und Bürgermeisterwahlen in Oberösterreich 2021 hat der Gemeinderat folgende Verteilung: 15 ÖVP und 4 SPÖ.[6][7]

Seit dem Jahr 1945 erreichte die ÖVP immer die absolute Mehrheit. Zweitstärkste Partei wurde immer die SPÖ. Die FPÖ wurde immer drittstärkste Partei, trat 2003 jedoch nicht an.

### Bürgermeister
Bürgermeister seit 1850 waren:
- 1850–1853 Franz Schreiner
- 1853–1861 Anton Dumm
- 1861–1864 Josef Fink
- 1864–1867 Sebastian Schmitsberger
- 1867–1870 Michael Haunschmidt
- 1870–1873 Sebastian Schmitsberger
- 1873–1879 Josef Weberberger
- 1879–1882 Leopold Holzmüller
- 1882–1891 Josef Weberberger
- 1891–1897 Leopold Holzmüller
- 1897–1897 Johann Schlosser
- 1897–1898 Ferdinand Wurm
- 1898–1903 Josef Weberberger
- 1903–1914 Franz Janko
- 1914–1919 Karl Smejkal
- 1919–1923 Franz Janko
- 1923–1924 Eduard Mayrhofer
- 1924–1930 Anton Ossberger
- 1930–1938 Matthias Weberberger
- 1938–1944 Josef janko
- 1944–1945 Alois Hackl
- 1945–1951 Matthias Weberberger
- 1951–1955 Johann Buchmayr
- 1955–1961 Leopold Rockenschaub
- 1961–1973 Johann Wurm
- 1973–1984 Josef Kiesenhofer
- 1984–1995 Franz Rührnößl
- 1995–2002 Johann Reiter
- 2002–2019 Josef Langthaler (ÖVP)[9]
- seit 2019 Andreas Josef Derntl (ÖVP)[9]

Im Dezember 2019 legte Josef Langthaler nach 17 Jahren seine Funktion als Bürgermeister zurück. Zu seinem Nachfolger wurde Andreas Derntl im Gemeinderat mit 15 von 18 Stimmen gewählt, der ab 2018 Vizebürgermeister war. Derntls Nachfolger als Vizebürgermeister wurde Gerhard Piber.

### Wappen
Das Gemeindewappen zeigt in Blau auf grünem Schildfuß linkshin schreitend der heilige Leonhard in schwarzer Mönchskutte, mit goldenem Heiligenschein und goldenem Brustkreuz, einen goldenen Krummstab in der rechten und eine silberne Kette in der linken Hand haltend. Der Heilige Leonhard ist der Kirchenpatron der Pfarre. Im linken Hintergrund steht ein silberner, gequaderter und gezinnter Rundturm mit rotem, geschlossenem Rundbogentor und zwei schwarz geöffneten Fenstern. Der Turm und die Ketten weisen den Heiligen als Fürbitter der Gefangenen aus.
Der Zeitpunkt der Verleihung des Gemeindewappens ist nicht bekannt. Das Wappen selbst wird schon länger verwendet und ist auf einem Siegelabdruck aus dem 19. Jahrhundert zu sehen. Das Siegel trägt die Umschrift MARCKT St. LEONHARD und zeigt nur den Hl. Leonhard. Ein urkundlich belegter Abdruck fehlt.

## Persönlichkeiten
- Susi Wallner (1868–1944), Dichterin (Pseudonym: Leonore Weismann); geboren in St. Leonhard
- Alois Wimberger (1898–1981), Lehrer und Politiker (SPÖ); verbrachte seine Jugendjahre in St. Leonhard
- Hannes Leopoldseder (1940–2021), Rundfunkjournalist und -intendant; geboren in St. Leonhard
- Franz Friedrich Altmann (* 1958), Krimi- und Drehbuchautor; lebt in St. Leonhard